# Sisyrnodytes sericeus
Sisyrnodytes sericeus là một loài ruồi trong họ Asilidae. Sisyrnodytes sericeus được Oldroyd miêu tả năm 1974. Loài này phân bố ở vùng nhiệt đới châu Phi.